# Adolf von Hake
Adolf Christian von Hake (* 3. September 1747 in Hannover; † 21. Juni 1825) war ein hannoverscher General der Infanterie.

## Leben

### Herkunft
Er stammte aus dem Hause Hake. Sein Vater war der Königliche Premierminister (Geheimer Rat) und Consistorial-Präsident Levin Adolph von Hake. Seine Mutter war Renate Sophie von Alvensleben.

### Militärkarriere
Seine Schulbildung bekam er von Hauslehrern. Sein Militärdienst begann 1762 als Fähnrich im Hannoverschen Infanterie-Garde-Regiment. An mehreren Gefechten des Siebenjährigen Krieges nahm er teil und wurde 1769 zum Leutnant befördert.
Durch eine Reise mit seinem Vater nach England knüpfte er Kontakt zu König Georg III. Dadurch wurde er außerplanmäßig bereits 1773 Stabskapitän und im nächsten Jahr Hauptmann beim 7. Infanterie-Regiment in Hameln. 1789 wurde er zum Major befördert und fand Verwendung beim 6. Infanterie-Regiment. Als sein Onkel starb, der bis dahin eine Führungsperson Bremen-Verdens war, erbte er die Gutshöfe in Diedersen und Dassel. Wiederum außerplanmäßig ernannte ihn Georg III. 1793 zum Oberstleutnant und Flügeladjutanten von Friedrich August, Herzog von York und Albany. Bei dessen Angriff auf Valenciennes stürzte er vom Pferd und erlitt einen Hüftschaden. 1794 wurde er Flügeladjutant von Feldmarschall Wilhelm von Freytag.
1797 wurde Hake Oberst und 1800 Generalmajor. Man zeichnete ihn durch Ernennung zum Mitglied der Königlichen Kriegskanzlei aus. 1803 zog er wegen der Napoleonischen Kriege mit der Armee aus Kurhannover in das Herzogtum Lauenburg ab und wurde nach der Konvention von Artlenburg in Wismar Direktor in den Angelegenheiten der Kriegskanzlei. Diese Stellung führte er in Hannover fort, nachdem im Dritten Koalitionskrieg dort die russische Armee einrückte. Als Hannover erneut von der französischen Armee besetzt wurde und an das Departement der Aller fiel, ging Hake auf sein Gut Diedersen.
Nachdem Georg III. König des Königreich Hannover geworden war, wurde Hake wieder in die Kriegskanzlei in Hannover berufen und zum Generalleutnant der Hannoverschen Armee befördert. 1815 wurde er mit dem Großkreuz des Guelphen-Ordens ausgezeichnet. In der Kriegskanzlei wurde er bald Vizepräsident und General der Infanterie.
1825 bat er, mittlerweile für Georg IV. tätig, um Entlassung, was genehmigt wurde. Darauf verkaufte er sein Haus in Hannover, kaufte das des Bürgermeisters in Hameln und zog dorthin. Er und seine im selben Jahr verstorbene Frau wurden in der Familiengruft in Bisperode bestattet.

### Familie
Am 22. Februar 1775 heiratete er Amalie Ernestine Freiin von Kipen (1748–1825), die als Aussteuer das Gut Imbshausen mit in die Ehe brachte, welches Hake dann gegen das Gut Hasperde tauschte. Das Paar hatte mehrere Kinder:
- Sophie Eleonore Christopheline (*/† 1776)
- Anton Christoph Friedrich (XI.) Wilhelm Ludwig (1777–1851), Herr auf Hasperde ⚭ 20. November 1804 Luise Charlotte von Ketelhodt (1782–1870), Schwester von Friedrich Wilhelm von Ketelhodt
- Georg Ernst Adolf (1786–1865) ⚭ 1817 Louise von Reden (1799–1880)